# Saint-Siffret
Saint-Siffret is een gemeente in het Franse departement Gard (regio Occitanie), in de buurt van Uzès. De gemeente telde 1.121 inwoners op 1 januari 2022. De plaats maakt deel uit van het arrondissement Nîmes.

## Geografie
De oppervlakte van Saint-Siffret bedroeg op 1 januari 2022 11,28 vierkante kilometer; de bevolkingsdichtheid was toen 99,4 inwoners per km².

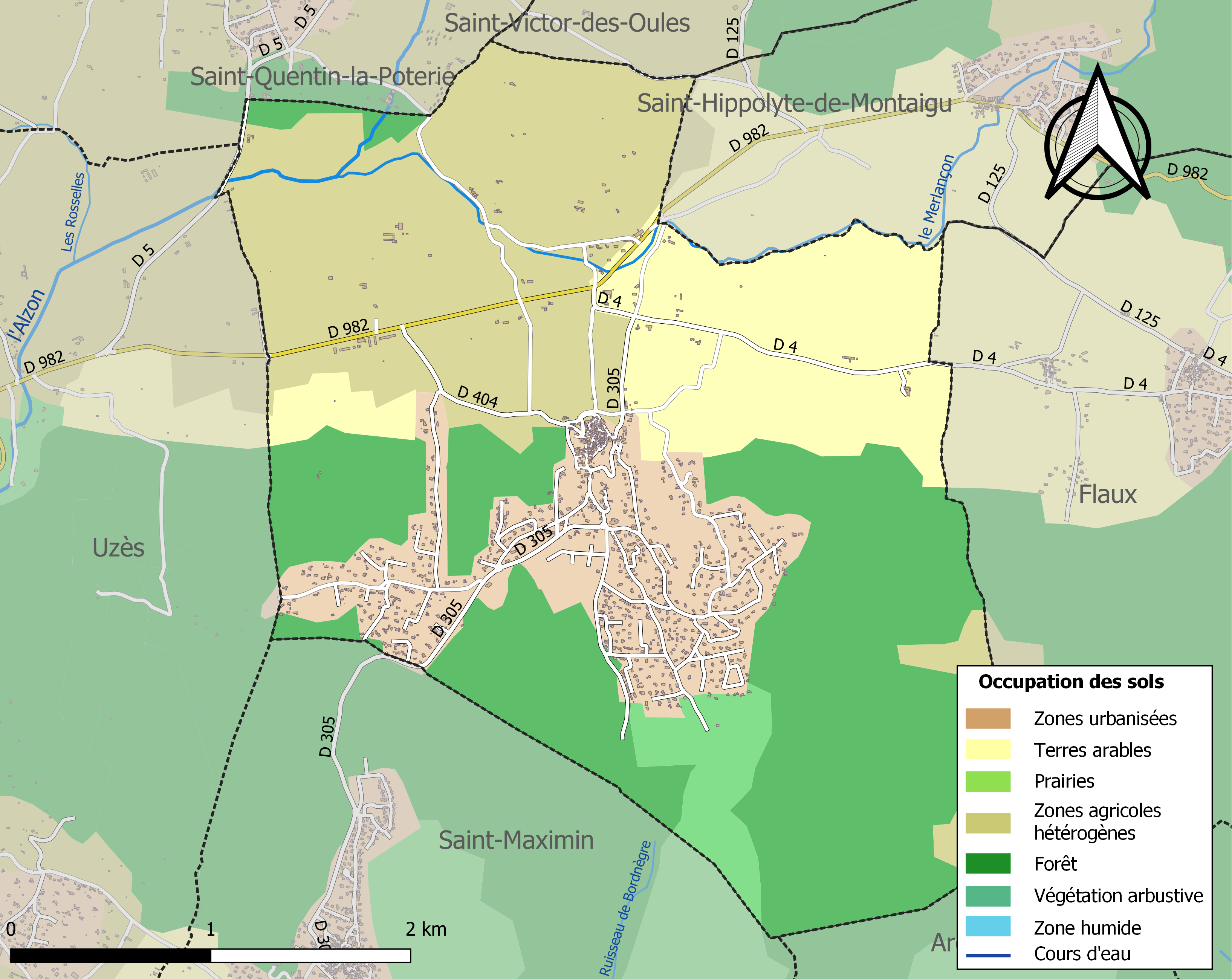
Kaart van de gemeente met belangrijkste infrastructuur, bodemgebruik en omliggende gemeenten

## Geschiedenis
Tijdens de Franse Revolutie gaven de revolutionairen kortstondig de naam 'Pomeyrole' aan de gemeente.

## Demografie
Op het einde van de 18e eeuw en gedurende de 19e eeuw telde dit kleine dorpje een 300-tal inwoners. In het begin van de 20e eeuw daalde dat aantal tot 181 in 1926, maar sinds de jaren 1970 steeg het inwonersaantal spectaculair (tot 1050 in 2016).
Onderstaande figuur toont het verloop van het inwonertal sinds 1962 (bron: INSEE-tellingen).

## Onderwijs
Saint-Siffret heeft een kleuter- en basisschool (Ecole de Saint-Siffret) langs de Route de Saint-Maximin met 67 leerlingen in 2019.

## Bezienswaardigheden
- Grotwoningen
- De romaanse kerk van de late twaalfde eeuw met een tongewelf, halfronde apsis.
- Het kasteel ('Commanderie'), oorspronkelijk uit de twaalfde eeuw maar later verbouwd, met een kleine versterkte toegangspoort uit de twaalfde eeuw. Het kasteel behoorde tot de provoost van de kathedraal van Uzès. Maar tijdens de Franse Revolutie werd het landgoed in 1791 onrechtmatig verkocht voor 56500 livre als 'nationaal eigendom' aan de familie Verdier de Flaux. Het wordt thans uitgebaat als logies en ontbijt.[3]
- Het 'tweede kasteel' van Saint-Siffret, ten noorden van het dorp, is eigenlijk slechts een landhuis uit de 17e eeuw. Een van de eigenaars, de koopman Jean Pierre Abauzit uit Uzès, omschreef zijn woning echter als 'kasteel'.

## Burgemeester
- Dominique Vincent, landbouwer, UMP-LR (2014 - 2020)

## Bekende personen
- Guillaume Guizot (1833-1892), professor aan het Collège de France, stierf in zijn landhuis in Rocheferrand in Saint-Siffret.

## Galerij

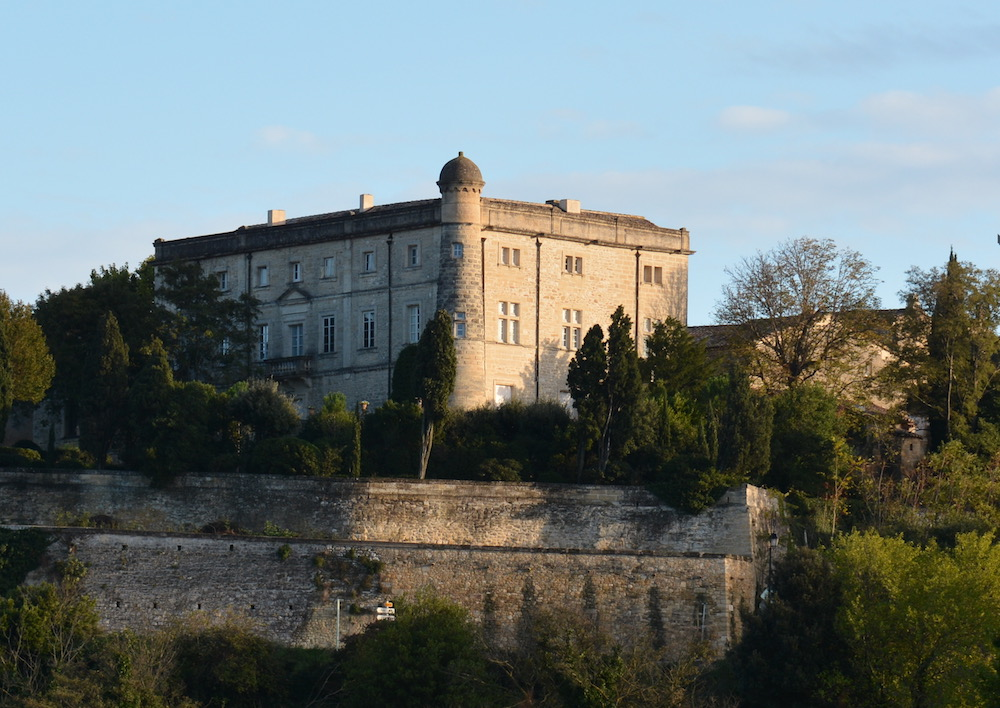
Het kasteel van Saint-Siffret